# Mohamed Ould Bouamatou
 (septembre 2022).
 (septembre 2022).
L'article doit être relu — et modifié si nécessaire — par des contributeurs indépendants pour apporter un regard critique aux contributions effectuées en violation des conditions d'utilisation de Wikipédia, tant sur la forme (notamment concernant le style encyclopédique, la proportionnalité) que sur le fond (la neutralité de point de vue, la qualité et l'indépendance des sources).
Mohamed Ould Bouamatou est l'un des hommes les plus riches de Mauritanie. Homme d'affaires, banquier et mécène, il est notamment actionnaire de la compagnie Mauritania Airways, du premier opérateur de téléphonie de Mauritanie, Mattel, et de la première banque du pays, la Générale de banque de Mauritanie (GBM).

## Biographie

### Enfance et formation
Mohamed Ould Bouamatou est né le 31 décembre 1953 au sein d'une famille de la tribu maure Ouled Bou Sbaa, une tribu commerçante. 

### Carrière
Il débute dans la vie active en tant qu'instituteur après avoir obtenu un diplôme de l'École normale d'instituteurs. À 22 ans, il se lance dans le monde des affaires en rejoignant SOMIPEX, une société dirigée par son oncle et spécialisée dans l'import-export. À peine deux ans plus tard, en 1977 alors qu'il a 24 ans, son oncle le nomme directeur général adjoint de l'entreprise.
Mohamed Ould Bouamatou commence alors des cours du soir de comptabilité et crée sa propre affaire : une fabrique de pains dans un quartier populaire de Nouakchott, à la Médina G. En 1983, alors que le Gouvernement mauritanien vient de mettre en place un système de financement du secteur privé, le Fonds national de développement, il obtient un petit crédit qui lui permet de fonder une nouvelle société : Cogitrem, avec laquelle il vend des caramels en Mauritanie, mais aussi au Sénégal et au Mali.
À la fin des années 1980, sa carrière d'homme d'affaires prend un autre tournant. Alors qu'il voyage en Espagne, il rencontre le dirigeant de Gallina Blanca. L'entreprise commercialise des bouillons, les bouillons Jumbo, dans toute l'Afrique excepté en Mauritanie. Mohamed Ould Bouamatou devient alors le représentant officiel de la marque dans son pays. En parallèle, il profite de ses contacts chez Philip Morris pour accaparer le marché de la revente des cigarettes de la marque. Un monopole qui le place sous le feu des critiques, certains observateurs assurant qu'il aurait obtenu cette exclusivité à coups de "liasses de billets". Il multiplie les activités et devient ensuite également concessionnaire de la marque automobile Nissan.
En 1995, alors âgé de 42 ans, et grâce au soutien d’hommes d’affaires de la place, Mohamed Ould Bouamatou crée la cinquième banque privée du pays, la Générale de banque de Mauritanie (GBM). Grâce à ses relations, il obtient le soutien de la Belgolaise, une filiale de Fortis. Une aide qui lui permet d'obtenir des crédits de la Société financière internationale (SFI). 
Après la banque, Mohamed Ould Bouamatou se lance dans les assurances et créé les Assurances générales de Mauritanie (AGM). Il devient également actionnaire de diverses entreprises dans le pays qu'il aide à fonder à l'instar de Mattel, le premier opérateur GSM mauritanien, à la création duquel il participe en 2000, en collaboration avec Tunisie Télécom, et détient encore en 2008 24,5 % des actions. À partir de ces années-là, l'expansion de ses affaires est soutenue par l'influence croissante de deux de ses cousins militaires Ouled Bou Sbaa, Mohamed Ould Abdel Aziz et Ely Ould Mohamed Vall. En 2006, il remet le couvert et participe à la création de Mauritania Airways. Entretemps, Bouamatou fut président de la Confédération nationale du patronat de Mauritanie (CNPM). 
Il investit en 2008 une somme évaluée à 40 millions d'euros pour construire une usine de fabrication et d'emballage de ciment à quelques kilomètres de Nouakchott, afin de se lancer dans ce secteur en pleine expansion et de concurrencer le duopole mauritanien du secteur, composé de la Mauritano-française de ciment (MAFCI) et de Ciment de Mauritanie.  
Mohamed Ould Bouamatou est considéré comme un pionniers de l’« africapitalisme », un multi-millionnaire qualifié de « discret » pour qui « la puissance économique reprend du sens et devient une façon d’œuvrer au développement des peuples et à la lutte contre les inégalités ».  

### Fondation pour l’égalité  des chances en Afrique
Apôtre et défenseur de l’égalité des chances, Ould Bouamatou s’associe en 2015 avec Me Georges-Henri Beauthier et Me William Bourdon pour créer la Fondation Africaine pour l’égalité des chances en Afrique. Cette dernière, lancée officiellement le 18 janvier 2016 depuis les locaux du Parlement européen à Bruxelles, s’attachera à soutenir des projets dans le monde de l’éducation, de la justice, de la santé et des droits de l’Homme.
En 2016, le premier « Prix Fondation Bouamatou » est décerné au kino-congolais Denis Mukwege qui sera couronné deux ans plus tard Prix Nobel de la paix en considération de son engagement contre les mutilations génitales des femmes au Congo.
En 2017, Bouamatou et sa fondation participent au financement de la Plate-forme de protection des lanceurs d’alerte en Afrique (PPLAAF) en vue de soutenir les militants de l’ombre dans leur combat en faveur d’une réelle expression démocratique et d’une lutte efficiente contre la corruption et les pratiques illégales en Afrique.
La même année, donnant suite au Global Women Leaders' Forum de 2016, c’est en tant que fondateur et président de la Fondation pour l'égalité des chances en Afrique que Mohamed Ould Bouamatou sponsorise et participe à la conférence Soft Power Today de l’UNESCO à Paris. Accompagné de plus de 50 personnalités de haut niveau désirant « Promouvoir l’autonomisation et le leadership des femmes », Ould Bouamatou soutiendra la déclaration officielle de l’UNESCO envers l' Égalité des sexes .
Dans son pays, soutenant les artistes en exil, Ould Bouamatou offre au nom de sa fondation une dotation de 100.000€ au bénéfice du groupe de rap Ewlad Leblad (« les fils du pays »), objet de menaces liées à leurs opinions politiques et à leur engagements contre les dérives politiques et la corruption en Mauritanie. En 2018, il inaugure l’extension du lycée français de Nouakchott, fleuron de l’ Éducation en Mauritanie, qu'il a contribué à financer à hauteur de 2,6 millions d'euros,. 
En Avril 2020, Mohamed Ould Bouamatou débloque 1 milliard de Franc CFA (1,6 million de dollars) pour le Sénégal, “sa seconde patrie” comme il aime à le dire, dans le cadre du fond Force Covid-19 mis en place par le président Macky Sall afin de combattre le fléau. Auparavant, Mohamed Ould Bouamatou, rentré d’exil le 10 mars 2020, avait fait don de 1 milliard d’Ouguiyas (2,6 millions de dollars) au gouvernement mauritanien, dès la détection du premier cas positif au Covid-19 en Mauritanie.

### Engagement féministe
Qualifié de « plus grand féministe africain », Ould Bouamatou considère l’égalité des genres comme un fondement de la justice sociale mais aussi comme une nécessité économique. Admettant être issu d’une culture souvent stigmatisée dans un rôle de soumission des femmes, il rejette l’idée de voir ces dernières comme une minorité placée sous le joug autoritaire de l’homme et n’hésite pas à rappeler que le développent humain en Afrique est lié à la capacité des femmes à s’emparer et à exploiter les richesses du continent.
En Mauritanie, il soutient l’Association des Femmes Chefs de Famille et sa présidente Aminetou Mint El-Moctar, activiste féministe. Afin de lutter contre la mortalité maternelle, il construit en 2004 une extension de la maternité de l’Hôpital Cheikh Zayed à Nouakchott.
Au Maroc, il contribue au fonctionnement d’un centre d’hébergement accueillant des lycéennes désirant poursuivre des études supérieures. Au niveau international, il apporte son soutien à l’Alliance mondiale genre et média, au programme MOST pour la gestion des transformations sociales et aux multiples programmes de l’UNESCO en faveur des femmes.
Dans l’objectif de servir la Paix, la justice et le développement durable dans le monde, il appelle à ce que le XXIe siècle soit celui des femmes. Reprenant  Mohandas Karamchand Gandhi qui déclarait que « nous sommes tous frères », il proclame que « nous sommes tous sœurs ».

### Engagement auprès d'Organisations Non Gouvernementales
Mohamed Ould Bouamatou soutient financièrement plusieurs ONG dont Human Rights Watch, Sherpa, SOS esclave en Mauritanie et SOS Méditerranée.

### Prises de position et controverses
En 2008, Mohamed Ould Bouamatou a soutenu le coup d’État mené par Mohamed Ould Abdel Aziz. Il est, selon les rumeurs, la principale source de financement pour sa campagne présidentielle qui aboutira un an plus tard à son élection à la magistrature suprême.
Considérant que le président Mohamed Ould Abdel Aziz a pleinement trahi les promesses du changement attendu, Mohamed Ould Bouamatou n’hésite pas par la suite à s’opposer ouvertement à son cousin ainsi qu’à son régime. À son tour, Mohamed Ould Abdel Aziz accuse son cousin de financer illégalement les acteurs de l’opposition, notamment ceux qui rejettent avec force le référendum du 5 août 2017 et l’idée d’une révision constitutionnelle pouvant ouvrir la voie à un troisième mandat.
Mohamed Ould Bouamatou a été l'objet de nombreuses attaques de la part de l'appareil d’État mauritanien en représailles de son opposition publique au régime militaire du général Mohamed Ould Abdel Aziz.   
En 2013, plusieurs entreprises appartenant à Mohamed Ould Bouamatou sont ainsi soupçonnées par le pouvoir en place de détournement fiscal. La Direction générale des impôts mauritanienne (DGI) menace de fermeture l'entreprise Bouamatou Ciment pour "non payement d'impôts" et "fraude fiscale", alors qu'un contrôle fiscal de la société effectué en 2012 avait pourtant approuvé son bilan et sa déclaration,. En tout, trois de ses sociétés reçoivent des avis de redressement fiscal d'un montant total estimé à 10,3 millions d'euros, soit 4,3 milliards  d'ouguiyas. Des montants encore jamais vus en Mauritanie, que la presse locale a décrits comme la preuve d'un "acharnement" de la part du régime de Mohamed Abdelaziz contre Mohamed Bouamatou,.  
En mai 2015, c'est au tour du journaliste de Mondafrique, Nicolas Beau, d'être attaqué par la junte militaire. Le journaliste, souvent véhément à l'encontre du président mauritanien, Mohamed Ould Abdel Aziz, est accusé sur des blogs et médias contrôlés par le pouvoir en place d'être payé par Mohamed Ould Bouamatou, actionnaire de Mondafrique à hauteur de 10 %,. Nicolas Beau réfute ces accusations dans une tribune et déclare "être indépendant", "malgré l'aide  de quelques mécènes". 
En 2017, devenu principal appui de l’opposition et bête noire du régime, Ould Bouamatou met ses ressources au profit de ceux qui refusent de voir l’institution sénatoriale abolie et soutient légalement l'opposition mauritanienne afin de favoriser la démocratie en Mauritanie. Il se retrouve alors sous le coup d’un mandat d'arrêt de la justice mauritanienne, provoquant la diffusion automatique par Interpol d’une notice rouge visant l’homme d’affaires résidant à l’étranger.
Ciblé par le régime militaire en place en même temps que Mohamed Ould Debagh, vice-président du groupe BSA et onze sénateurs de l’opposition, Mohamed Ould Bouamatou sera officiellement inculpé de corruption. La sénatrice Malouma Mint Meïdah est parallèlement entendue par la justice et le sénateur Mohamed Ould Ghadde, chargé de la commission d'enquête sur les marchés publics, se retrouve placé sous mandat de dépôt. En raison des liens qu’ils entretiennent avec Mohamed Ould Bouamatou, le procureur place également sous contrôle judiciaire trois journalistes, la directrice d'un site d'information ainsi que deux leaders syndicaux. 
En réaction à l’affaire qui a fait grand bruit, l’ONU se déclarera préoccupée par la séparation des pouvoirs judiciaire et exécutif en Mauritanie. À travers son groupe d’experts, elle appellera en juillet 2018 le régime de Ould Abdelaziz à respecter ses engagements en matière de droits de l'homme et à libérer immédiatement le sénateur Mohamed Ould Ghadde, arbitrairement privé de sa liberté en raison de son activisme politique. Considérant que Ould Bouamatou n’a jamais caché son soutien légal à l’opposition mauritanienne, la commission d’Interpol annulera quant à elle les notices rouges qui ont été émises contre lui et Mohamed Debagh, concluant que l’affaire est entachée d’une notoire dimension politique.
Sollicité par l'opposition mauritanienne pour la représenter lors des élections présidentielles de 2019, Mohamed Bouamatou a finalement été contraint de renoncer à se présenter en raison des poursuites dont il fait l'objet en Mauritanie, ce qui a été considéré par l'opposition comme « représailles » du régime de Mohamed Ould Abdel Aziz « contre le ralliement » de Bouamatou à l'opposition et « son soutien aux droits de l'homme ».

### Vie personnelle
Le 28 novembre 2009, Mohamed Ould Bouamatou se voit décerner la médaille de commandeur de l'Ordre du mérite national  pour sa fondation et sa lutte contre la cécité et le trachome en Mauritanie et dans la sous-région,.

#### Famille
Partisan d’une éducation progressiste, Mohamed Bouamatou a encouragé deux de ses filles à poursuivre de longs parcours universitaires.
Ghlana Bouamatou a réussi un cursus de droit à l’Université de Paris II Assas. Leila Bouamatou a effectué quant à elle son enseignement supérieur en Tunisie et en Espagne puis a obtenu un PHD à la Fox School of Business à l’université de Philadelphie.
Formée à Londres dans le domaine de la finance internationale, Leila Bouamatou est aujourd’hui à la tête de la Générale de banque de Mauritanie (GBM). Première femme à diriger un établissement bancaire en Mauritanie, elle est reconnue comme l’un des dix plus jeunes espoirs africains et est classée par l’institut Choiseul et le magazine Forbes dans la liste des 100 dirigeants de demain.